# イヴァン・アンキエフ
イヴァン・アンキエフ（Ivan Nikolayevich Anikeyev、1933年2月12日-1992年8月8日）は、ソビエト連邦の宇宙飛行士であったが、懲罰のために解雇された。
1960年3月7日、アンキエフは27歳の時にユーリ・ガガーリンらとともに最初の20人の宇宙飛行士の候補に選ばれた。
1963年3月27日、アンキエフはグリゴリー・ネリューボフ、ヴァレンティン・フィラティエフとともに駅で酔って治安を乱したとして、軍に逮捕された。報告によると、彼らを逮捕した軍人は、謝罪すれば罪を見逃すと伝えたが、ネリューボフがそれを拒んだとされている。そのため、1963年4月17日に3人は解雇されたが、公式には解雇は5月4日となっている。アンキエフは一度も宇宙に行くことはなかった。
宇宙計画のイメージを守るため、アンキエフの解雇を隠す努力がなされ、宇宙飛行士姿の彼の写真にはぼかしが入れられた。このぼかしのために、「行方不明の宇宙飛行士」の噂が流れた。
アレクセイ・レオーノフが後年述懐したところによると、あるパーティーの晩にアンキエフがポケットから車の鍵を盗まれたが、泥棒は通行人をひき殺してしまい、罪を逃れるために彼のポケットに鍵を戻した。彼は1年間投獄され、無実だと分かって釈放されたが、二度と飛行するチャンスが得られなかったという。